# Шибик (река)
Шибик (Шебик, Шебид) — река в России, протекает по Крымскому району Краснодарского края. Длина реки — 22 км. Площадь водосборного бассейна — 65,5 км².

## Течение
Один из истоков стекает с северного склона горы Высокий Бугор (580 м), другой — с северного склона горы Свинцовая (683 м). Есть притоки с гор Лысая, Солдатский Поруб, Синецкая. Высота истока — 350 м над уровнем моря. На 10 км принимает в себя небольшую речку Карасу-Базар из одноимённого урочища, на 15 км протекает через хутор Шибик (перед ним впадает в небольшое озеро), на 23 км — через хутор Новоукраинский. Устье — 3,9 км по правому берегу реки Вторая (Шидс), после хутора.

## Этимология
Этимология названия реки, по мнению Ковешникова В. Н., связана с адыг. Шыбэкъо, где адыг. шы — «конь», адыг. бэ — «много» и адыг. къо — «долина», то есть «табунная река» («конский берег долины» или «конское углубление долины», «долина с берегом удобным для коней»).

## Топографические карты
- Лист карты K-37-5-Г.